# 小行星7380
小行星7380是一颗围绕太阳公转的小行星。1981年9月3日，諾曼·G·托馬斯在可可尼诺县发现了此天体。
这颗小行星的绝对星等为238.9868182579515等。